# Pontcharra
Pontcharra este o comună în departamentul Isère din sud-estul Franței. În 2009 avea o populație de 581 de locuitori.

## Evoluția populației
| An        | 1975 | 1982 | 1990 | 1999 | 2006 | 2009 |
| --------- | ---- | ---- | ---- | ---- | ---- | ---- |
| Populație | 260  | 412  | 465  | 586  | 600  | 581  |

## Personalități născute aici
- René Arnoux (n. 1948), pilot de Formula 1.